# Dywizja Stefana Czarnieckiego

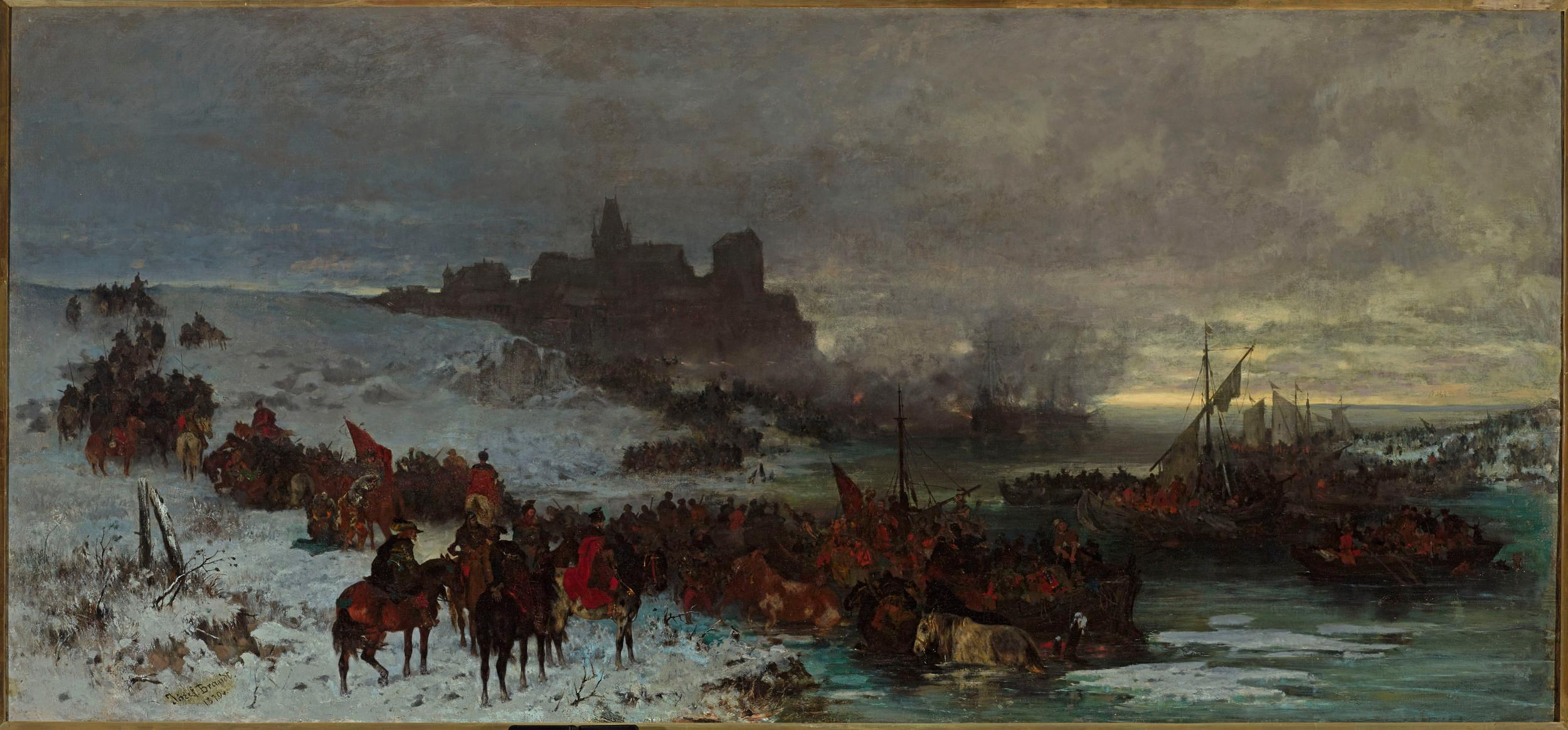
Stefan Czarniecki pod Koldyngą

Dywizja Stefana Czarnieckiego – jednostka organizacyjna wojsk koronnych okresu połowy XVII wieku, doby II wojny północnej (1655–1660) i wojny polsko-rosyjskiej (1654–1667).
Stanowiła główną siłę wyprawy w Sandomierskie na początku 1656. Zaskoczona przez wojska króla Szwecji Karola X Gustawa, straciła około 150 żołnierzy. Bez większych problemów dotarła pod Lwów w liczbie około 6 tysięcy ludzi.

## Skład na początku 1656
- pułk Jego Królewskiej Mości
- pułk hetmański pod dowództwem Sebastiana Machowskiego
- potem też: pułk Stanisława Witowskiego

## Działania zbrojne
- 1655/1656: wyprawa w Sandomierskie
- początek 1656: wyprawa do Lwowa
- 15 marca 1656: bitwa pod Jarosławiem
- 25 sierpnia 1656: bitwa pod Łowiczem
- lipiec-grudzień 1658: oblężenie Torunia
- 23–25 grudnia 1658: oblężenie Koldyngi
- sierpień-październik 1660: oblężenie Mohylewa
- 8 października 1660: bitwa nad Basią